# Eotetranychus latifrons
Eotetranychus latifrons är en spindeldjursart som beskrevs av Wainstein 1954. Eotetranychus latifrons ingår i släktet Eotetranychus och familjen Tetranychidae. Inga underarter finns listade i Catalogue of Life.